# Klemen Korenjak
Klemen Korenjak, slovenski fotograf. *1977, Kranj
Samostojni fotograf. Dolga leta fotoreporter na portalu Siol.net. 